# A Land Without Magic
A Land Without Magic es el vigésimo segundo y último episodio de la primera temporada de la serie de televisión estadounidense Érase una vez. El episodio se transmitió originalmente en los Estados Unidos el 13 de mayo de 2012 mientras que en América Latina el episodio debutó el 28 de agosto de 2012.
En este episodio Emma y Regina forjan una alianza para salvarle la vida a Henry. Mientras tanto, en la tierra mágica, el príncipe azul escapa de la reina malvada para reunirse con Blancanieves. 

## Argumento

### Bosque Encantado
El príncipe Azul trata de escapar del calabozo del castillo de la Reina Malvada para ayudar a Blancanieves mientras es perseguido por un par de guardias que lo alcanzan para llevarlo a su ejecución. Sin embargo, el príncipe se las arregla para escapar del Castillo gracias a la intervención del cazador. La reina malvada se da cuenta del escape del príncipe y usa su magia para aprisionarlo en el bosque infinito, un lugar del que no se puede escapar sin el uso de magia. En ese lugar, el príncipe se encuentra con Rumplestiltskin, quien está dispuesto a ayudarlo a escapar a cambio de un favor. En un principio el príncipe rehúsa aceptar el trato, pero poco después acepta cumplir al percatarse de que no tiene mucha opción. 
El favor que tiene que cumplir es ocultar un recipiente con la esencia de verdadero amor en el interior de una bestia mientras que la bruja Maléfica se puede convertir en un enorme dragón. El príncipe consigue ocultar el recipiente con mucho trabajo y al escapar del castillo se reúne con Rumplestiltskin, que cumple con su parte del trato al entregarle un anillo que le ayudará a encontrar a Blancanieves, un atuendo nuevo y un caballo. Cuando el príncipe le pregunta sus motivaciones para ayudarlo, el hombre mágico contesta que solo está interesado en el producto del verdadero amor, la magia más poderosa de todas.
El príncipe inicia su viaje buscando a su pareja, pero al llegar se topa con los siete enanos, que han sepultado a Blancanieves en un sarcófago de vidrio. Allí exige una última oportunidad de enmendar las cosas y le da a la princesa un beso de verdadero amor, lo que la despierta del maleficio del sueño. Tras la victoria de los héroes, el príncipe le propone matrimonio a Blancanieves, quien acepta gustosa y convence a su prometido de unir fuerzas para recuperar el reino juntos, como una familia.

### Storybrooke
Una desesperada Emma lleva a Henry, su hijo, al hospital, luego de contemplarlo caer en coma por comerse la tarta de manzana preparada por Regina. En su desesperación, Emma por fin comienza a creer en la maldición y los cuentos de hadas; y en un arranque de ira confronta a Regina por quien es en realidad. El personaje de cuentos de hadas se sorprende de ver a la salvadora descubrir la verdad y sin más opción, decide establecer una tregua con la madre biológica de su hijo adoptivo, con el único objetivo de salvar a Henry de una muerte segura. 
Emma busca a August para que la ayude, pero esta solo contempla a su amigo convertirse lentamente en un muñeco de madera, Pinocho. En el hospital donde está internado Henry, Regina es visitada por Jefferson, quien viene a pedirle que le borre la memoria para estar reunido con su hija de nuevo. Pero la villana rehúsa cumplir su parte del trato debido a lo acontecido a su hijo. Esto enfurece al sombrerero loco, que para vengarse libera a Bella de su prisión en el hospital y la manda con el Sr. Gold. En otra parte de StoryBrooke, Mary Margaret es visitada por David Nolan, quien viene a pedirle que lo perdone por no haberle creído cuando fue incriminada por la desaparición de Kathryn. Mary Margaret rehúsa perdonarlo, y le dice que ya no tiene los mismos sentimientos por él. Lo que entristece a David, quien decide irse de la ciudad.    
Poco después, Regina y Emma recurren a la ayuda del Sr. Gold/Rumplestiltskin, para encontrar una forma de salvar a su hijo, el hechicero revela que tiene escondida la única magia que existe en StoryBrooke, la esencia de amor verdadero, que ocultó en el interior de Maléfica en el pasado con ayuda del príncipe azul. Regina lleva a Emma al lugar donde mantiene cautiva a la bruja en su forma de dragón. En dicho lugar Regina manda a Emma por su cuenta en un elevador que se opera manualmente hasta la guarida del dragón. Emma se enfrenta valientemente a la criatura con su arma de fuego, pero al ver que esta no tiene efecto, decide emplear la espada de su padre, con la que consigue matar a la bestia y recuperar el recipiente con la esencia de verdadero amor. En el momento que trata de subir, el elevador se detiene y aparece el Sr. Gold, con la noticia de que Regina saboteó los controles en su intento por deshacerse de su amenaza más grande. Al poco tiempo le exige que le entregue el recipiente y sin más opción, Emma lo entrega. Pero al escalar a la cima, la sheriff descubre a Regina atrapada, dando a entender que el Sr. Gold la engañó. Las dos tratan de alcanzar al hechicero, pero se detienen en el hospital donde descubren que Henry falleció.
Presa de la tristeza, Emma se lamenta por su pérdida y le da un beso en la frente a su hijo, lo que libera un poderoso hechizo de verdadero amor que trae de regreso a Henry y rompe la maldición de Storybrooke, regresándoles la memoria a todos sus habitantes. Regina comprende que con la maldición rota, su vida corre peligro y antes de huir a esconderse, le confiesa a Henry, que lo ama de manera sincera. En las calles de StoryBrooke, David/príncipe azul y Mary Margaret/Blancanieves, se reencuentran y se besan tras volver a quedar juntos después de todas las adversidades. El Sr. Gold se encuentra con Bella, quien siguiendo las instrucciones de Jefferson, le dice que Regina la encerró y le pregunta si podrá protegerla. Poco después de que la maldición se rompa, Bella recuerda su vida junto a Rumplestiltskin y le pregunta qué tiene planeado hacer, el Sr. Gold le revela el pozo mágico del pueblo para poner en marcha el plan que ha estado esperando durante 28 años: traer la magia a Storybrooke.

## Recepción

### Índices de audiencia
El final de temporada tuvo más audiencia de la esperada, resultando en 3.3/10 en una demografía de 18-49 años con 9.66 millones de espectadores. La serie ganó un aplazamiento en su quinta semana y ayuda a la ABC a ganar aquella noche, a pesar de estar compitiendo contra el final de temporada de la serie Survivor: One World de CBS (que en ese entonces sufría de bajas de audiencia).

### Críticas
El final de temporada fue bien recibido por los críticos, especialmente de Hilary Busis de Entertainment Weekly, quien comento: "He aquí, en esta tarde descubrí que mis más profundos deseos se han cumplido (Busis hizo una frase de su deseo por ver a Bauer y Dornan regresar y a Emma abandonar la rutina de Scully). Como los productores ejecutivos Edward Kitsis & Adam Horowitz lo prometieron, "A Land Without Magic" fue un cambio total en el juego -- y Once será un show más poderoso la siguiente temporada, gracias a sus revelaciones. Por varios episodios, parecía que la serie rechazaba toda oportunidad para seguir adelante; esta noche, sin embargo, nuestro argumento supremo dio un salto hacia adelante. Y todo gracias al poder del amor verdadero."
EW denominó al episodio como el primero en "Mejores Cliffhanger No Románticos" en los premios para series de televisión en el 2012. La escena del príncipe y Blancanieves besándose fue nominada en el puesto dos, en la categoría de "Mejor Beso."